# John Martineau

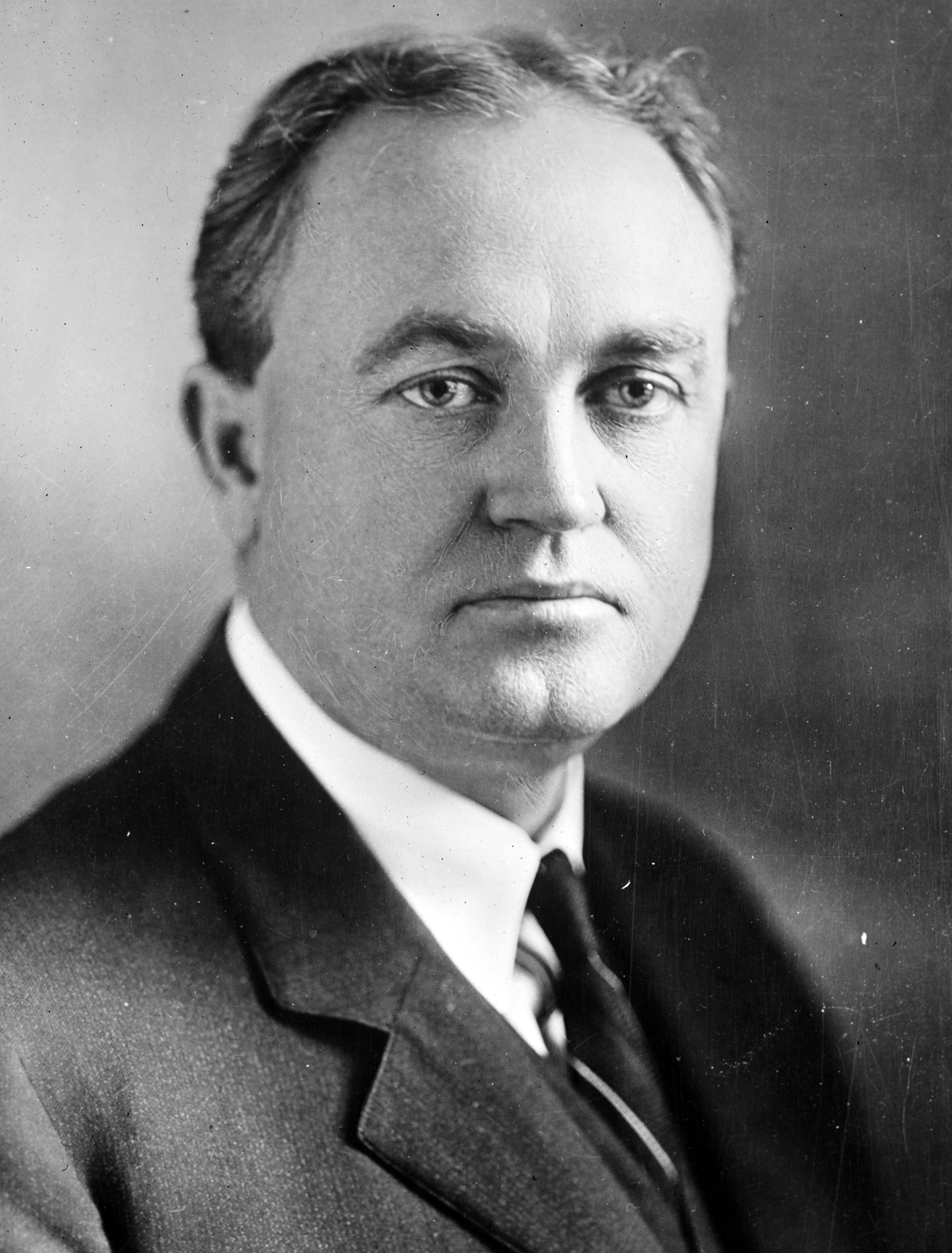
John Martineau

John Ellis Martineau (* 2. Dezember 1873 im Clay County, Missouri; † 6. Juni 1937 in Little Rock, Arkansas) war ein US-amerikanischer Politiker und zwischen 1927 und 1928 Gouverneur des Bundesstaates Arkansas.

## Frühe Jahre und politischer Aufstieg
John Martineau besuchte bis 1896 die University of Arkansas. Anschließend studierte er Jura und war nebenher als Lehrer tätig. Im Jahr 1902 wurde er ins Repräsentantenhaus von Arkansas gewählt. Dort blieb er bis zum Jahr 1905. Zwischen 1907 und 1927 war er Vorsitzender (Chancellor) des Ersten Kanzleigerichts von Arkansas (First Chancery Court). Am 2. November 1926 wurde er als Kandidat der Demokratischen Partei mit 76:24 Prozent der Stimmen gegen den Republikaner M.D. Bowers zum neuen Gouverneur von Arkansas gewählt. Zuvor war es ihm gelungen, Amtsinhaber Tom Jefferson Terral in den Vorwahlen zu besiegen.

## Gouverneur und Bundesrichter
Martineau trat sein Amt am 11. Januar 1927 an. In seiner Amtszeit wurden einige der von seinem Vorgänger abgeschafften Kommissionen wiederhergestellt. Ein neuer Ausschuss befasste sich mit dem Pensionsanspruch ehemaliger Konföderierter. Der Ausbau des Straßennetzes wurde fortgesetzt. Im April 1927 musste sich der Gouverneur mit einem großen Hochwasser am Mississippi River auseinandersetzen. Er wurde Vorsitzender einer aus Mitgliedern aus drei Bundesstaaten bestehenden Kommission, die sich mit der Flut und ihren Folgen befasste.
Am 2. März 1928 trat Martineau von seinem Amt zurück, nachdem er zum Richter am Bundesbezirksgericht für den Bereich des östlichen Arkansas ernannt worden war. Er hatte diesen Posten bis zu seinem Tod im Jahr 1937 inne und wurde in Little Rock beigesetzt. Sein Nachfolger als Gouverneur wurde im Jahr 1928 sein Vizegouverneur Harvey Parnell.